# Wolvertemse Beemden
De Wolvertemse Beemden is een natuurgebied in de Vlaams-Brabantse gemeente Meise, gelegen tussen Wolvertem en Imde, toegankelijk via Neerpoorten en de Driesstraat.
Het is een vochtig gebied, gelegen bij de samenvloeiing van de Kleine Molenbeek en de Meuzegemse Beek. Het landschap bleef er gedurende de laatste 200 jaar nagenoeg ongewijzigd. Er zijn vochtige hooilanden en moerasbossen, In de graslanden vindt men echte koekoeksbloem, heelblaadjes en moesdistel terwijl in de bossen eenbes, daslook, slanke sleutelbloem, gewone salomonszegel en bosanemoon gevonden worden. Tot de vogelwereld behoren steenuil en boomklever. In het gebied zijn poelen aangelegd.
In het gebied is een wandeling uitgezet.